# 27855 Giorgilli
27855 Giorgilli este un asteroid din centura principală de asteroizi.

## Descriere
27855 Giorgilli este un asteroid din centura principală de asteroizi. A fost descoperit pe 4 ianuarie 1995 la Sormano de Francesco Manca și Augusto Testa. Asteroidul prezintă o orbită caracterizată de o semiaxă mare de 2,55 ua, o excentricitate de 0,08 și o înclinație de 4,8° în raport cu ecliptica.